# 바오퉁
바오퉁(중국어 간체자: 鲍彤, 정체자: 鮑彤, 병음: Bào Tóng, 1932년 11월 5일 ~ 2022년 11월 9일)은 중국의 작가이자 활동가이다. 그는 중국 공산당 중앙위원회 정치개혁국장과 1980년부터 1987년까지 중국 총리와 1987년부터 1989년까지 중국 공산당 총무비서관으로 자오쯔양 정책 비서관을 역임했으며, 그는 덩샤오핑 하에서 시장 개혁과 개방에 대한 강력한 지지로 잘 알려진 중국 공산당 13차 대회 초안위원회 위원장을 역임했다. 그 전에 그는 위원회 위원이었고 중국 경제 개혁위원회의 부국장을 지냈다.

## 생애
바오퉁은 저장성 자싱시 하이닝시에서 태어났지만 상하이에서 자랐다. 그는 현재 그의 아내 장중차오, 그의 딸 바오젠, 그리고 손녀 바오양과 함께 베이징에서 살고 있다. 그의 아들 바오푸는 해외에 산다.
바오퉁은 1980년부터 1987년까지 자오쯔양 국무원 총리 겸 중국공산당 중앙위원회 정치개혁국장 정책실, 1987년부터 1989년까지 총무비서관을 역임했다. 그는 중국 공산당 제13차 대회 초안 작성 위원을 역임했으며, 그 전에는위원회 위원이었고 중국 경제 개혁위원회 부국장을 지냈다.
1989년 5월 28일, 그는 1989년 6월 4일 톈안먼 광장에서 민주화 요구 시위(1989년 톈안먼 사건)가 진압되기 직전에 베이징에서 체포되었다. 자오쯔양은 덩샤오핑이 학생들을 단속하기로 결정했을 때 항의하며 중국공산당 중앙위원회 총서기를 사임했다.
바오퉁은 자오쯔양의 가까운 동료이자 학생 운동에 대한 민주적이고 법적인 접근을 지지하는 그의 연설과 사설의 작가였다. 자오쯔양은 남은 생애 동안 가택 연금에 시달렸고, 바오퉁은 공식적으로 1989년에 체제 전복 기도, 반혁명 활동 혐의로 기소된 최고 정부 관리였다. 그는 1992년에 짧은 공개 재판에서 공개적으로 유죄판결을 받았고 징역 7년과 2년의 정치적 권리 박탈을 선고받았다. 그는 친청 교도소에서 그의 형기를 다 마쳤다.
1996년 5월 27일, 형무소 복역을 마친 뒤 석방될 예정이었던 때, 그의 가족들이 24시간 경비정 출입문과 감시 카메라가 설치된 시 당국에 의해 배정된 아파트로 이사하는 데 동의하기 전까지 그는 시산(베이징 외곽)의 정부 청사에서 1년 더 수감되었다. 방문객들은 검진을 받았고, 전화는 도청되거나 완전히 끊겼으며, 그가 집에서 나오자마자 한 무리의 남자들이 따라왔다. 비록 그가 베이징의 다른 아파트로 이사했지만, 그의 전화, 방문자, 이동의 감시 체계는 그의 새로운 집으로 따라갔다.
바오퉁은 1998년부터 자오쯔양이 죽을 때까지 자오쯔양의 시민과 정치적 권리 회복을 호소했다. 그는 자오쯔양 회고록의 2009년 5월 자오쯔양이 2005년 사망 후 가택연금 중에 몰래 발견한 오디오테이프를 바탕으로 한 출판에 도움을 주었다. 바오퉁의 아들인 바오푸와 며느리 르네 치앙은 홍콩에서 개혁의 여정(改革歷程)을 출판했고, 이 책의 영문판을 에이디 이그내티어스(Adi Ignatius)와 함께 번역 편집했다.